# Syndrom hypoplastického levého srdce

vlevo: normální srdce,
vpravo: syndrom hypoplastického levého srdce – defekt septa síní, hypoplastická aorta, otevřená tepenná dučej, hypoplastická levá komora

Hypoplastické levé srdce je kritická vrozená vývojová vada novorozenců, kdy levá komora není schopna zajišťovat dostatečný srdeční výdej. Jedná se o skupinu srdečních vad, při kterých nejsou plně vyvinuty struktury levého srdce. Levá komora je malá a nefunkční, pravá komora zajišťuje jak plicní tak systémovou cirkulaci. Vada je obvykle spojena s atrézií mitrální či aortální chlopně a s koarktací aorty. První dny dítě přežívá jen díky perzistenci tepenné dučeje, defektu septa síní či perzistujcího foramen ovale.

## Klinický obraz
Příznaky se objevují krátce po narození.
- těžká tachypnoe
- nízký srdeční výdej
- metabolická acidóza
- anurie
- centrální cyanóza
- špatná periferní perfuze, slabá pulzace na periferii

## Diagnóza
- echokardiografie

## Léčba
- medikamentózní udržení otevřené dučeje: prostaglandin E1
- paliativní chirurgické řešení: několikastupňová operace dle Norwooda (může se dospět k jednokomorové cirkulaci)
- definitivní chirurgické řešení: transplantace srdce

Pokud je přítomna navíc i dysfunkce pravé komory, významná trikuspidální regurgitace či hypoplázie aorty, je vada inoperabilní.
Při prenatální detekci této vady přichází v úvahu ukončení těhotenství.